# چلسی نوبل
چلسی نوبل (انگلیسی: Chelsea Noble؛ زادهٔ ۴ دسامبر ۱۹۶۴) یک هنرپیشه اهل ایالات متحده آمریکا است.